# Eurema salome
Eurema salome é uma borboleta da família Pieridae. Ela é encontrada a partir de Peru em direcção a norte até a América tropical. É extremamente raro haverem espécimes migrantes próximos ao Vale do Rio Grande, no Texas. O habitat consiste em clareiras de floresta.
As larvas alimentam-se de espécies Diphysa.

## Subespécies
As seguintes subespécies são reconhecidas:
- E. s. salome (Peru)
- E. s. limoneus (C. & R. Felder, 1861) (Venezuela)
- E. s. gaugamela (C. & R. Felder, [1865]) (Colômbia, Venezuela)
- E. s. jamapa (Reakirt, 1866) (México)
- E. s. xystra (d'Almeida, 1936) (Equador)